# أولاد زهرة (بوڭرڭوح)
أولاد زهرة هي إحدى مشيخات المملكة المغربية، تتبع جغرافيا لإقليم سطات وإداريًا لبوڭرڭوح. يقدر عدد سكانها بـ 4167 نسمة حسب الإحصاء الرسمي للسكان والسكنى لسنة 2004.